# شاکا کینگ
شاکا کینگ (انگلیسی: Shaka King؛ زادهٔ ۷ مارس ۱۹۸۰) کارگردان فیلم، فیلم‌نامه‌نویس، و تهیه‌کننده فیلم اهل ایالات متحده آمریکا است. وی از سال ۲۰۰۹ میلادی تاکنون مشغول فعالیت بوده‌است.